# كروتون غشائي
كروتون غشائي (الاسم العلمي: Croton membranaceus) هو نوع نباتي يتبع جنس الكروتون من فصيلة الحلابية.